# Lázaro Candal
Antonio Lázaro Candal Bravo, apodado Papaíto Candal (La Coruña, 4 de diciembre de 1931–Ibídem, 23 de agosto de 2023) fue un narrador, comentarista y periodista deportivo español nacionalizado venezolano, especializado en fútbol.
Su apodo procede de su famosa frase ¡Qué hiciste, papaíto!; frase que solía utilizar cada vez que un jugador cometía alguna infracción o jugaba de manera errática. Esta frase fue acuñada en el mundial de España 1982 cuando Alessandro Altobelli, delantero de la selección italiana, falló una jugada clara de gol; entonces Lázaro en un clásico arrebato de espontaneidad dijo: ¡Ay, ay, ay! ¡Qué hiciste, papaíto!

## Trayectoria profesional
- 1953:   Redactor deportivo en curso de aprendizaje del semanario deportivo Riazor y La Voz de Galicia de La Coruña.
- 1956:   Jefe de deportes del Diario Nacional de San José, Costa Rica.
- 1960:   Corresponsal en Caracas de La Voz de Galicia de La Coruña
- 1960:   Corresponsal del diario Marca de Madrid - España
- 1960:   Redactor deportivo de plantilla de los diarios Últimas Noticias y El Mundo de la Cadena Capriles, de Caracas, Venezuela.
- 1964:   Narrador y comentarista deportivo de Ondas Populares, Caracas.
- 1967:   Narrador deportivo de todas las Copas Libertadores de América, con los equipos venezolanos durante 33 años.
- 1968:   Narrador deportivo del torneo español de fútbol, así como Copas de Europa a nivel de clubes y a nivel de naciones hasta las últimas ediciones de ambos continentes.
- 1969:   Editor de la obra en forma de revista: 20 años del fútbol gallego en Venezuela.
- 1969:   Promueve y establece en Caracas, el programa Carrusel Deportivo, de la Cadena Ser, con Joaquín Peláez. En el aire durante 30 años. Un éxito total.
- 1970:   Dos medallas de plata en el Mundial de México 70, ganador del Premio Fuego y Cultura, entregados por la Asociación Mundial de Prensa Olímpica.
- 1970:   Creador de una página “Enseñar es aprender” en el diario El mundo.
- 1970:   Vicepresidente durante veinte años de la Liga Nacional de Fútbol Menor.
- 1971:   Ganador durante 14 años del premio Espectáculos al Mejor Narrador Deportivo del País.
- 1971:   Creador y fundador del Premio al Mejor Futbolista de América, en el diario El Mundo, reconocido por la Confederación Sudamericana de Fútbol y por la FIFA.
- 1974:   Narrador deportivo, con Venevisión del Mundial de Fútbol de Alemania, además de cubrir para la Cadena Capriles, El Mundo y Últimas Noticias, todo el evento.
- 1974:   Ganador del Premio Guaicaipuro de Oro como Mejor Narrador Deportivo.
- 1976:   Distinguido como el Mejor Narrador Deportivo por del Estado Cojedes.
- 1978:   Narrador Deportivo, con Venevisión, del Mundial de Argentina, además de cubrir para El Mundo y Últimas Noticias todo el evento.
- 1980:   Placa de distinción como Mejor Narrador Deportivo por la Asociación del Distrito Federal como mejor periodista deportivo.
- 1982:   Placa de reconocimiento por el Centro Italiano Venezolano de Los Teques.
- 1982:   Narrador Deportivo, con Venevisión, del Mundial de España, además de cubrir para el Mundo y Últimas Noticias, todo el evento.
- 1982:   Fundador y creador del Mundial de Fútbol de la Emigración.
- 1982:   Ganador del Meridiano de Oro desde ese año hasta 1988, como mejor narrador deportivo del país.
- 1983:   Finalista del Premio Ondas, de España.
- 1984:   Narrador deportivo con Radio Caracas Televisión de los Juegos Olímpicos de Los Ángeles.
- 1984:   Placa de reconocimiento de la Asociación Benéfica Provincia de La Coruña, de Venezuela.
- 1985:   Placa de reconocimiento y diploma de honor por su aporte al deporte, por la Peña Juvenil del Centro Asturiano de Caracas.
- 1985:   Placa de reconocimiento de la Fundación Criollitos de Venezuela por su aporte periodístico al deporte nacional amateur.
- 1986:   Autor de la obra: México 1986.
- 1986:   Orden del Mérito al Trabajo, en su Primera Clase, entregada por el presidente de la República de Venezuela, Dr. Jaime Lusinchi.
- 1986:   Narrador Deportivo del Mundial de México además de cubrir la información de todo el evento.
- 1986:   Diploma de Honor y Botón de Oro, primero y único otorgado por la Federación Venezolana de Fútbol a un periodista y narrador deportivo.
- 1987:   Placa de distinción del U.D. Lara de Barquisimeto por su trayectoria deportiva.
- 1988:   Narrador deportivo de los Juegos Olímpicos de Seúl por Radio Caracas Televisión, además de cubrir para el Mundo y Últimas Noticias el evento.
- 1988:   Placa de Honor al Mérito Otorgada por el Instituto Nacional de Deportes.
- 1988:   Premio a la Hispanidad, por mi contribución a la presencia hispánica en Venezuela otorgado por el Instituto de Cultura Hispánica.
- 1989:   Placa de reconocimiento entregada por el Centro Gallego de Maracaibo.
- 1990:   Placa de Honor del Centro Venezolano Italiano de Caracas.
- 1990:   Narrador deportivo del Mundial de Italia por Radio Caracas Televisión, además de cubrir el evento para El Mundo y Últimas Noticias.
- 1990:   Distinción del Samán de Oro, donado por el Gobierno del Estado Aragua
- 1990:   Placa de distinción del Club Central Madeirense de Caracas.
- 1990:   Placa de distinción del Torneo Montserrat de Caracas.
- 1990:   Ganador del Trofeo Venus de la Prensa como Mejor Narrador Deportivo del País.
- 1990:   Ganador del Sol de Oro, de Margarita, como Mejor Narrador Deportivo del Año.
- 1991:   Diploma de Honor al Mérito Deportivo, otorgado por la Alcaldía del Municipio Autónomo Sucre de la Fundación José del Vecchio.
- 1992:  Narrador Deportivo de los Juegos Olímpicos celebrados en Barcelona, España,  además de cubrir para El Mundo y Últimas Noticias el evento.
- 1992:   Ganador del Cacique de Oro como Mejor Narrador Deportivo del Año, galardón que se repitió en 1994.
- 1992:   Placa, Diploma y Botón de Oro del Hogar Hispano de Valencia, como reconocimiento a su labor como periodista y narrador deportivo.
- 1993:   Finalista del Premio Internacional Príncipe de Asturias.
- 1993:   Breve participación actoral en el unitario "Mi Día de Suerte" de Santiago Pumarola, transmitido por Radio Caracas Televisión.
- 1994:   Ganador por segunda vez del Trofeo Venus de la Prensa como Mejor Narrador Deportivo del Año.
- 1994:   Narrador Deportivo del Mundial de Estados Unidos, por Radio Caracas Televisión, además de cubrir el evento por El Mundo y Últimas Noticias.
- 1995:   Orador de Orden en la Municipalidad de Pampàn, Monay, Estado Trujillo, recibiendo la Orden Municipal 27 de noviembre de 1820.
- 1995:   Distinguido con la Orden de Caballero de María Pita, en la ciudad de La Coruña, por la trayectoria realizada en América.
- 1996:   Narrador Deportivo de los Juegos Olímpicos de Estados Unidos por Radio Caracas Televisión, además de cubrir el evento para El Mundo y Últimas Noticias.
- 1998:   Diploma y Placa de homenaje de la Alcaldía del Municipio Autónomo de Zamora, Guatire, Estado Miranda, por su contribución al fútbol.
- 1998:   Diploma de Honor de la Alcaldía del Municipio José Tadeo Monagas por mi contribución al fútbol.
- 1998:   Botón de Oro de la Alcaldía de Altagracia de Orituco en su Única Clase.
- 1998:   Narrador Deportivo del Mundial de Francia por Radio Caracas Televisión, además de cubrir el evento para El Mundo y Últimas Noticias.
- 1999:   Diploma de Honor entregado por la Fundación Vicente Concepción.
- 2000:   Narrador Deportivo por Radio Caracas Televisión de los Juegos Olímpicos de Sídney.
- 2002:   Seguimiento y narrador exclusivo para El Mundo, del Mundial de Japón y Corea del Sur.
- 2002:   Entrega de un Pergamino firmado por los “Paisanos, amigos y hermanos del Hogar Hispano de Valencia” como testimonio de admiración y simpatía.
- 2002:   Placa de reconocimiento del Grupo Unión de la Hermandad Gallega de Venezuela.
- 2003:   Autor del libro: El fútbol es risa y poesía.
- 2004:   Narrador Deportivo de la Copa de Europa de Portugal por Venevisión.
- 2006:   Narrador deportivo del Mundial de Fútbol 2006 por Meridiano Televisión.
- 2006:  En la localidad de Clarines, Venezuela, se aprueba dar el nombre de Lázaro Candal al campo de fútbol, homenaje de la Liga Nacional de Fútbol Menor
- 2006:  La Cámara Española de Industria y Comercio (Caracas -Venezuela), le ofrece una placa - homenaje a su distinguida trayectoria como narrador deportivo y periodista.
- 2006:  La Junta Directiva de la Hermandad Gallega, lo distingue por su trayectoria, con una placa y un diploma por su homenaje a la Galicia emigrante
- 2006:   Autor del libro “Fútbol es”.
- 2006:   Meridiano Televisión le dedica un espacio homenaje de dos horas en sintonía nacional
- 2006:   Entrevista con el periodista, Carlos Herrera, en la revista “Semanal” con hermosos conceptos sobre su forma de narrar el fútbol en el Mundial
- 2006:   Corresponsal en España del diario “El Universal”, de Caracas, Venezuela, el más importante del país y de los más importantes de América.
- 2006:   Narrador Deportivo del Mundial de Alemania a través de Meridiano Televisión
- 2006:  La Fundación Ramón Rubial “Españoles en el mundo” otorga una Placa por su destacada labor en la difusión del Deporte en Venezuela.
- 2006:   El Canal de Televisión Meridiano Televisión ofrece un homenaje a Lázaro Candal con la participación de todo el personal del Canal, así como colegas de los medios.
- 2006:   La Hermandad Gallega de Venezuela ofrece un homenaje con placa a Lázaro Candal y su hijo por su éxito en el Mundial de Fútbol 2006 y mundiales anteriores.
- 2007:   Narrador Deportivo de la Copa América, celebrada en Venezuela, por el Canal de Televisión TVES.
- 2007:   Distinguido por la Cámara Municipal de San Cristóbal como Huésped de Honor. En esta ciudad,se llevó a cabo la inauguración de la Copa América 2007.
- 2007:   Distinguido como Hijo Ilustre de Maracaibo, capital del Estado Zulia, por la Alcaldía de la ciudad, en donde se llevó a cabo la final de la Copa América 2007.
- 2007:   Condecorado por la Confederación Sudamericana de Fútbol con la Orden de Honor al Mérito del Fútbol Sudamericano.
- 2009:   Corresponsal del diario El Universal en España, desde Galicia
- 2009:   Colaborador deportivo del diario Xornal de Galicia, en La Coruña.
- 2010:   Mundial de ´Fútbol de Sudáfrica por Telecaribe de Margarita y Puerto La Cruz para toda de Venezuela, incluido el Caribe.
- 2011:   Copa América: Global TV para todo Maracaibo, Estado Zulia, Estados Mérida, Lara, Táchira, Trujillo, Bolívar, y el resto de Venezuela
- 2011:   Copa América: TVR para todo el mundo
- 2014:  Autor del libro Historia de la Vinotinto, toda la trayectoria del seleccionado de futbol de Venezuela desde 1938 hasta 2013 en 400 páginas en colores.
- 2015:   Dos libros sin editar, Poesías y Futbolerías, Qué hiciste papaíto.
- 2015:  Publicación semanal de sus crónicas deportivas en www.quehicistepapaito.com
- 2016:  Publicación semanal de sus crónicas deportivas en www.quehicistepapaito.com